# 6379 Vrba
6379 Vrba eller 1987 VA1 är en asteroid i huvudbältet som upptäcktes den 15 november 1987 av den tjeckiske astronomen Antonín Mrkos vid Kleť-observatoriet i Tjeckien. Den är uppkallad efter Karel Vrba.
Asteroiden har en diameter på ungefär 15 kilometer.